# Moulins-sur-Yèvre
Moulins-sur-Yèvre település Franciaországban, Cher megyében. Lakosainak száma 851 fő (2022. január 1.). Moulins-sur-Yèvre Nohant-en-Goût, Osmoy, Saint-Germain-du-Puy és Sainte-Solange községekkel határos.

## Népesség
A település népességének változása:
| Lakosok száma | 445  | 369  | 382  | 556  | 801  | 833  | 852  | 847  | 848  | 851  |
|               | 1968 | 1982 | 1990 | 2006 | 2013 | 2015 | 2017 | 2019 | 2020 | 2022 |